# Termitenfliegen
Die Termitenfliegen (Termitoxeniinae) sind eine Unterfamilie der Buckelfliegen (Phoridae). Sie stellen etwa 30 Arten der insgesamt etwa 120 in enger Assoziation mit Termiten lebenden (termitophilen) Buckelfliegen.

## Lebenszyklus und Lebensweise
Termitenfliegen leben als Sozialparasiten in den Pilzgärten tropischer, pilzzüchtender Termitenarten der Termitidae, Unterfamilie Macrotermitinae, besonders der Gattungen Macrotermes und Odontotermes. Die ausgewachsenen Weibchen sind langlebig, sie scheren beim Eintritt in das Termitennest (meist durch den zentralen Kamin des Termitenhügels) ihre Flügel ab und verlassen das Nest anschließend nicht mehr. Den vorher in ihrer Gestalt kaum von anderen Buckelfliegen abweichenden Tieren schwillt der Hinterleib stark an (Physogastrie genannt) und krümmt sich stark nach unten ein, so dass der Anus schließlich nach vorne weist. Die Weibchen legen nacheinander jeweils einzelne Eier von enormer Größe ab. Aus den Eiern schlüpft je eine extrem kurzlebige Larve; alle Larvenstadien werden in wenigen Minuten (z. B. Clitelloxenia hemicyclica) bis zu einigen Stunden (z. B. Javanoxenia puntiventris, Odontoxenia brevirostris) durchlaufen. Während die Larven von Clitelloxenia dabei überhaupt keine Nahrung aufnehmen, fressen diejenigen der anderen beiden Gattungen ein wenig an den Konidien des gezüchteten Pilzes (Gattung Termitomyces). Die aus den Puppen schlüpfenden Fliegen sind normalgestaltig (stenogastrisch) und geflügelt, sie fliegen aus dem Termitenbau aus; meist kommt es oberhalb des Baus zur Paarung von Männchen und Weibchen. Während die Männchen anschließend absterben, fliegen die Weibchen wieder in einen Termitenbau ein.
Soldaten der Wirtsarten bemerken anfliegende Termitenfliegen und versuchen diese an der Landung und dem Eindringen in das Nest zu hindern. Einmal eingedrungene Weibchen werden aber toleriert. Dies liegt vermutlich an von den Weibchen abgegebenen Substanzen, die anlockend (als Allomon) wirken. Die Tiere sind so in den Termitenstaat integriert und tauschen mit den Arbeitern Signale aus.

## Verbreitung
Termitoxeniinae leben im tropischen bis subtropischen Verbreitungsgebiet ihrer Wirtsarten in Afrika und Asien, östlich bis Japan.

## Taxonomie und Systematik
Wasmann beschrieb die Gruppe ursprünglich als eigenständige Familie Termitoxeniidae. Ihm lagen dabei nur phyogastrische Weibchen vor, außerdem interpretierte er sein (unvollständiges) Material in vielen Punkten falsch; so nahm er an, die Tiere würden nur kurze Flügelstummel entwickeln, außerdem seien sie Zwitter (Hermaphroditen), bei denen ein männliches Stadium dem weiblichen voranginge.
All dies hat sich später als falsch herausgestellt. Aufgrund dieser Beschreibung wurden stenogastrische Weibchen etlicher Arten ein zweites Mal, in der (dadurch später aufzugebenden) Unterfamilie Alamirinae als neue Arten beschrieben. Von beiden waren keine Männchen bekannt. Es stellte sich heraus, dass auch diese bei vielen Arten als „Gattung“ Perissa schon beschrieben worden waren, ohne dass der Zusammenhang erkannt worden wäre. Eine genaue Untersuchung einer Art (Clitelloxenia assmuthi) ergab weiterhin, dass die Körperproportionen des adulten Weibchens sich nach dem Schlupf noch massiv verschoben, dies wird mit verzögertem Wachstum aufgrund mit der Hämolymphe der Wirtstermite aufgenommenem Juvenilhormon erklärt – allein diese Art ist deshalb in den verschiedenen Entwicklungsstadien sechsmal beschrieben worden.
Aufgrund dieser Erkenntnisse werden die Termitoxeniinae heute als eine Unterfamilie der Phoridae geführt. Eine molekulare Studie ergibt mögliche Beziehung zur, ebenfalls bei Termiten parasitierenden Unterfamilie Thaumatoxeninae. Allerdings waren die Unterfamilie Phorinae beiden gegenüber paraphyletisch, es ergaben sich mögliche Beziehungen zu einer Gattung der Phorinae (Dohrniphora), die ebenfalls in Pilzgärten der Macrotermitinae lebt. Möglicherweise müssen beide Gruppen daher in die Phorinae (als Triben) integriert werden, dies muss aber in weiteren Studien noch abgeklärt werden.